# Гантюмгейзен
Гантюмгейзен (нід. Hantumhuizen, фриз. Hantumhuzen) — село в нідерландській провінції Фрисландія. Входить до муніципалітету Північно-Східна Фрисландія.
Його площа становить 0,18 км², а населення станом на 2021 рік складало 105 осіб.
Перша згадка про населений пункт датується 13-им сторіччям.

## Галерея

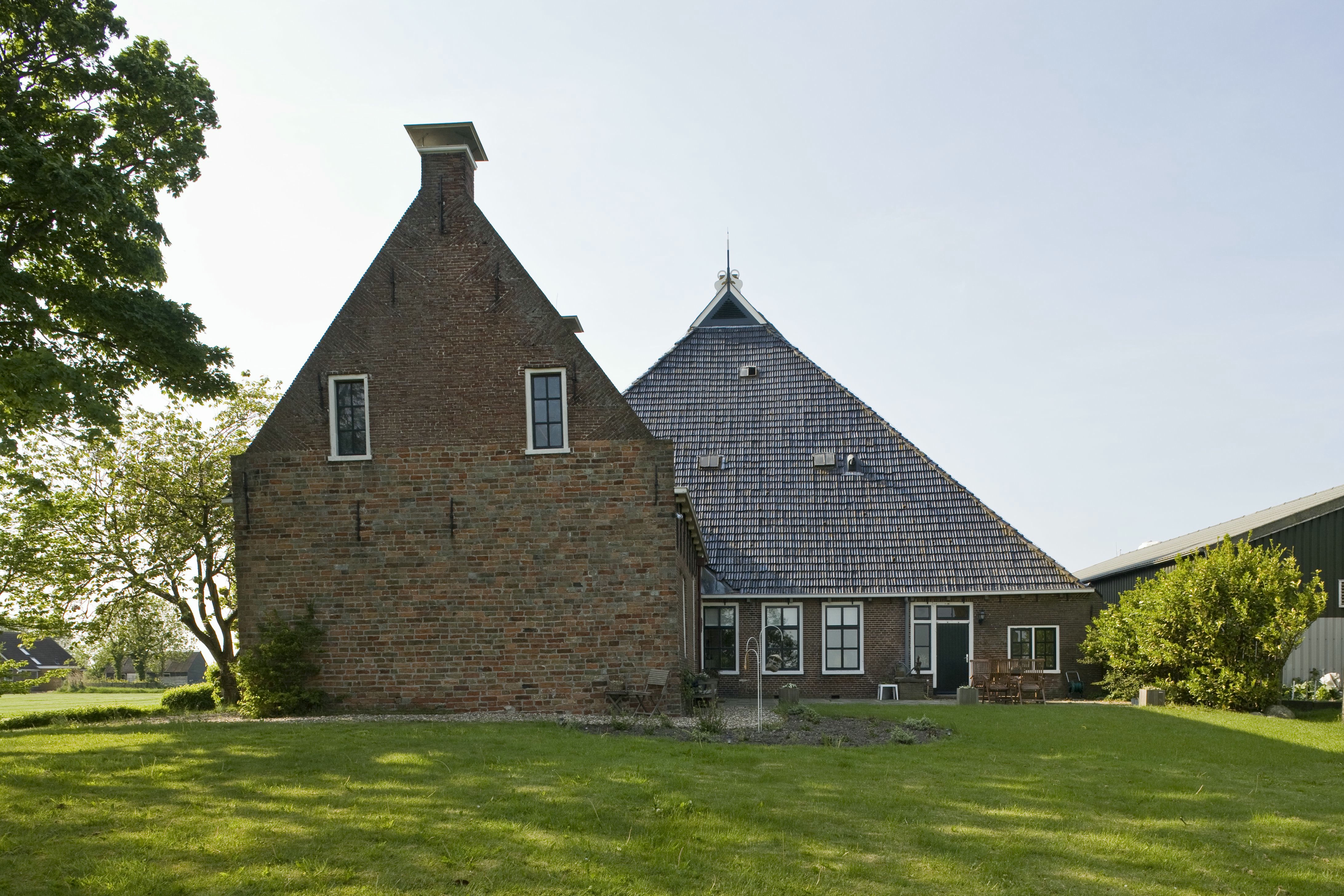
Сільський будинок
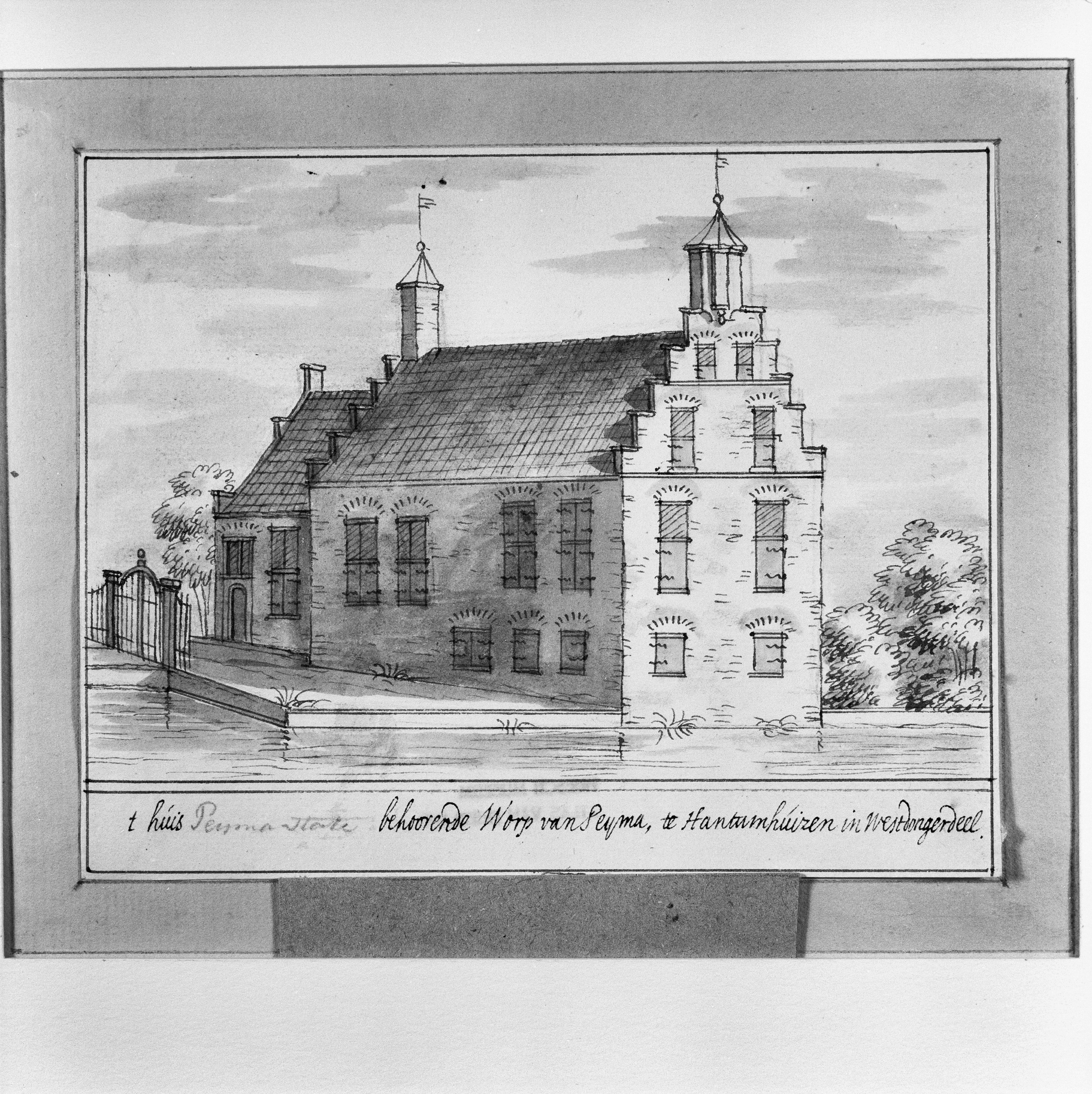
Малюнок маєтка у селі